# Сан-Висенти (Абрантиш)
Сан-Висенти (порт. São Vicente) — район (фрегезия) в Португалии, входит в округ Сантарен. Является составной частью муниципалитета Абрантиш. По старому административному делению входил в провинцию Рибатежу. Входит в экономико-статистический субрегион Медиу-Тежу, который входит в Центральный регион. Население составляет 10 698 человек на 2001 год. Занимает площадь 38,64 км².
Покровителем района считается Сан-Висенте (порт. São Vicente).